# Pyrausta syfanialis
Pyrausta syfanialis là một loài bướm đêm trong họ Crambidae.